# Corona votiva

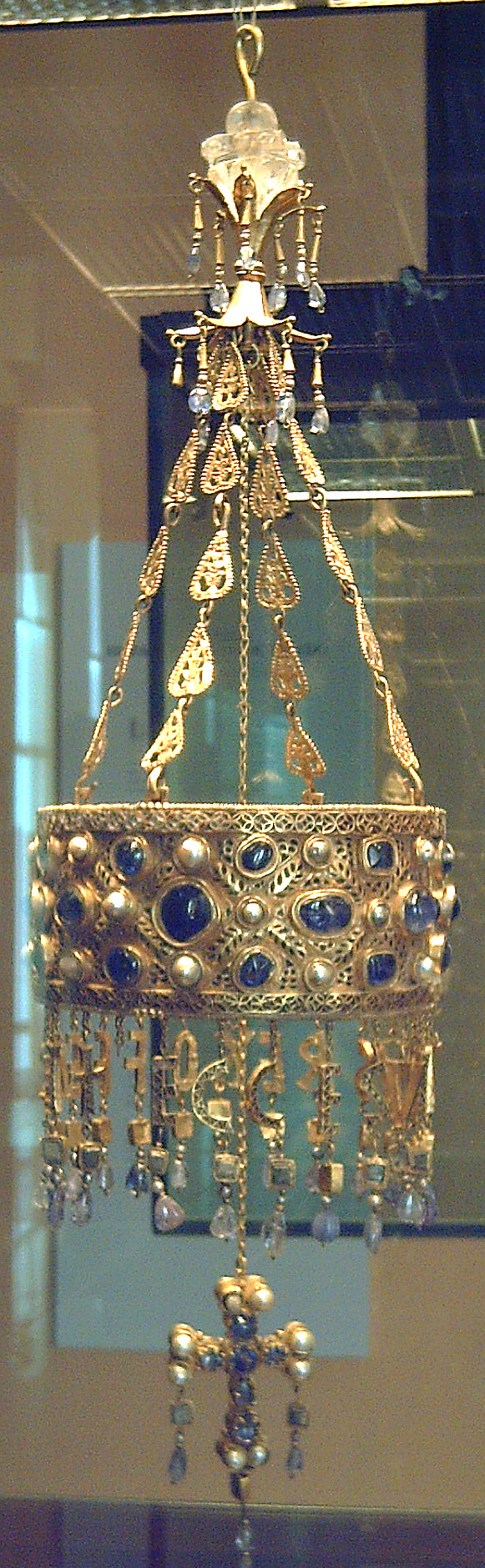
Corona votiva del rey Recesvinto.

La corona votiva es uno de los principales objetos artísticos de la orfebrería visigoda en España. Eran ofrenda de carácter permanente que desde la época constantina se hacían a las iglesias para honrar a Dios. Consistían en grandes cercos de metal precioso, cuajados de pedrería y adornados con pinjantes o pendientes de vidrio, metal, perlas, etc., que después de haber servido para la coronación de un rey (o sin proceder de ésta) se ofrecían por reyes y magnates para ser suspendidas sobre el altar y debajo del baldaquino, expresando casi siempre alguna inscripción latina el nombre del oferente. En la corona de Recesvinto en letras colgantes en latín, se puede leer: RECCESVINTHVS REX OFFERET (el rey Recesvinto la ofreció). Del centro de la corona pendía de ordinario una cruz votiva en oro que podía servir a la vez para cruz de altar.
En la historia del arte son célebres las coronas votivas del Tesoro de Guarrazar, sobre todo la de Recesvinto y la de Suintila.
Hay otro gran tesoro, el de Torredonjimeno (Jaén). Descubierto en 1926, aunque está muy mutilado porque la persona que lo descubrió no sabía lo que tenía en sus manos y les fue dando las piedras preciosas a sus hijos para que jugaran con un tirachinas. La familia que encontró el tesoro, en un lugar denominado Los Majanos, lo fue vendiendo a un chamarilero de Córdoba y hoy se encuentra repartido entre los Museos Arqueológico de Córdoba, Barcelona y Nacional de Madrid. Aunque, evidentemente, no se conserva ninguna corona completa, sí aparecen algunas letras colgantes, semejantes a las de la diadema de Recesvinto, en las que se puede leer una dedicatoria a las santas Justa y Rufina. Lo más importante del resto son las cruces, igualmente votivas y de una gran riqueza; no obstante, el trabajo orfebre no deja de ser más allá de aceptable con utilización de oro de baja calidad. De momento la atribución se le hace a un taller de procedencia sevillana o cordobesa. Y los visigodos la usaban.